# أريد خلعا (فلم)
أريد خلعا فيلم مصري من إنتاج عام 2005.
تاريخ عرض الفيلم يوافق عشية عيد الفطر في مصر 1426 هـ.

## قصة الفيلم
يتناول الفيلم نموذجا من الكوميديا الاجتماعية العائلية التي تدور حول زوجة تعمل مدرسة موسيقى تضطرها معاملة زوجها السيئة لها إلى رفع دعوى خلع ضده بحثا عن الخلاص منه لتكون أول زوجة ترفع هذه القضية بعد إصدار قانون الخلع عام 2000.
اسم الفيلم مستوحى من فيلم أُنتج عام 1975 اسمه أريد حلا.

## بطولة
- أشرف عبد الباقي
- حلا شيحة
- سامي العدل
- شريف رمزي
- انتصار
- محمد شومان
- عبد المنعم مدبولي
- عبد الله مشرف
- سلوى محمد علي
- محمد علي الدين
- سامح حسين
- حمدي هيكل
- لبنى محمود

## روابط خارجية
- مقالات تستعمل روابط فنية بلا صلة مع ويكي بيانات